# 黑根铁筷子
黑根铁筷子为毛茛科铁筷子属下的一个物种，因冬季开花而俗称聖誕玫瑰。种加词意思是“黑色的”，指的是它的根部颜色。欧洲古代称之为黑嚏根草，与白嚏根草（藜芦属植物）相对。